# Schuldverschreibungsgesetz
Das Schuldverschreibungsgesetz (SchVG; vollständiger Titel: Gesetz über Schuldverschreibungen aus Gesamtemissionen) vom 31. Juli 2009 ist ein deutsches Gesetz, das im Wertpapierrecht für nach deutschem Recht begebene inhaltsgleiche Schuldverschreibungen aus Gesamtemissionen gilt. Es trat am 5. August 2009 in Kraft.

## Vorgeschichte
Vorgänger dieses Gesetzes war das gleichnamige Gesetz vom 4. Dezember 1899. Es regelte, auf welche Weise die Gläubiger einer Anleihe auf die in den Schuldverschreibungen verbrieften Rechte einwirken können, indem sie bestimmten Änderungen der Anleihebedingungen zustimmen.
Das alte SchVG schränkte die Befugnisse der Gläubiger aus heutiger Sicht zu stark ein, war verfahrensrechtlich veraltet und hatte in der Vergangenheit kaum nennenswerte praktische Bedeutung erlangt. Die Gläubigerversammlung soll deshalb durch das neue SchVG in die Lage versetzt werden, auf informierter Grundlage möglichst rasch und ohne unnötigen organisatorischen Aufwand Entscheidungen von unter Umständen großer finanzieller Tragweite treffen zu können. International war zudem bezweifelt worden, ob übliche Umschuldungsklauseln (sogenannte Collective Action Clauses, CAC) nach deutschem Recht zulässig sind. Diese Zweifel wurden durch das neue SchVG beseitigt.

## Inhalt
Das Gesetz gilt gemäß § 1 Abs. 2 SchVG nicht für gedeckte Schuldverschreibungen im Sinne des Pfandbriefgesetzes und nicht für Schuldverschreibungen, deren Schuldner der Bund (Bundeswertpapiere), ein Sondervermögen des Bundes, ein Land (Landesanleihen) oder eine Gemeinde (Kommunalanleihen) ist oder für die der Bund, ein Sondervermögen des Bundes, ein Land oder eine Gemeinde haftet. Hierin kommt die Insolvenzunfähigkeit dieser Gebietskörperschaften zum Ausdruck. Nach § 2 SchVG müssen sich die Anleihebedingungen aus der Urkunde ergeben, bei elektronisch begebenen Anleihen müssen sie aus dem Wertpapierregister ersichtlich sein. Ansonsten gilt das SchVG für alle Arten von Schuldverschreibungen, also auch etwa für als Schuldverschreibungen begebene Zertifikate oder Optionen. Der sachliche Anwendungsbereich des Gesetzes wird bestimmt durch den Begriff der Gesamtemission (vgl. § 151 StGB). Gesamtemissionen werden üblicherweise eingeteilt in Teilschuldverschreibungen einer bestimmten Stückelung (Schuldverschreibungen). 
Die kollektive Bindung nach § 4 SchVG bewirkt, dass zweiseitige Vereinbarungen zwischen dem Schuldner und einzelnen Schuldverschreibungsgläubigern während der Laufzeit der Anleihe ausgeschlossen sind. Sie erfordert außerdem, dass der Schuldner alle Gläubiger im Hinblick auf die der kollektiven Bindung unterliegenden Vertragsinhalte materiell gleich behandelt.
In § 5 Abs. 1 SchVG werden die Grenzen festgelegt, in denen die Anleihebedingungen vorsehen können, dass die Gläubiger mit Wirkung für alle Gläubiger Mehrheitsbeschlüsse bei derselben Anleihe fassen können. Hiernach ist eine nennwertbezogene Mehrheit von mehr als 75 % zur Änderung einzelner Anleihebedingungen erforderlich. Durch die Ausweitung des Mehrheitsprinzips sollen die Anleihegläubiger in die Lage versetzt werden, wie andere Gläubiger auch einen substantiellen Sanierungsbeitrag zu leisten, wenn es zur Rettung des Schuldners erforderlich ist. Wird die erforderliche Mehrheit erreicht, gibt es auch kein Holdout-Problem mehr. Das gilt auch im Zusammenhang mit der Einführung von CAC-Klauseln in Anleihebedingungen. Das Gesetz enthält in § 5 Abs. 3 SchVG eine nicht abschließende Aufzählung änderungsfähiger Anleihebedingungen, insbesondere die Verringerung oder Änderung der Fälligkeit von Zinsen und Hauptforderung. 
Das Stimmrecht aus § 6 Abs. 1 SchVG kann in einer Gläubigerversammlung ausgeübt werden, die nach § 9 Abs. 1 SchVG einzuberufen ist. Beschlüsse der Versammlung sind nach § 17 SchVG öffentlich bekannt zu machen (Publizität). Die Gläubigerversammlung ist nach § 15 Abs. 3 SchVG beschlussfähig, wenn die Anwesenden wertmäßig mindestens 50 % der ausstehenden Schuldverschreibungen vertreten. Die Abstimmung folgt gemäß § 16 Abs. 2 SchVG den Abstimmungsregeln der §§ 133 ff. AktG. Beschlüsse der Gläubigerversammlung bedürfen zu ihrer Wirksamkeit nach § 16 Abs. 3 SchVG, § 130 Abs. 2 bis 4 AktG der notariellen Beurkundung, welche im Rahmen einer sogenannten Tatsachenbeurkundung gemäß der §§ 36 f. BeurkG erfolgt.